# Газопереробний комплекс Рурд-Нусс
Газопереробний комплекс Рурд-Нусс – інфраструктурний об’єкт нафтогазової промисловості Алжиру, який працює на газоконденсатному промислі Рурд-Нусс.

## Установки Рурд-Нусс
В 1988-му в межах проекту Рурд-Нусс стала до ладу перша черга установки підготовки газу, що мала чотири однакові технологічні лінії. Вона могла приймати 41 млн м3 на добу та продукувати з нього 7400 тон конденсату та 38 млн м3 товарного газу. Особливістю проекту було те, що на першому етапі більішсть підготованого газу – 31 млн м3 на добу – призначались для закачування назад у пласт (така технологія використовується для максимізації вилучення рідких вуглеводнів). В 1989, 1991 та 1992 роках на цю ж установку подали продукцію родовищ Рурд-Адра, Rhourde Chouff та Рурд-Хамра.
У 1995-му ввели в дію другу чергу, що мала дві виробничі лінії потужністю по 7,5 млн м3 на добу.
На 1996 рік припав запуск третьої черги, яка отримала три лінії для вилучення зрідженого нафтового газу (ЗНГ, пропан-бутанова фракція) з одиничною потужністю по цьому продукту на рівні 1200 тон на добу. Третя черга могла щодобово приймати 48 млн м3 газу, який пройшов через вилучення конденсату на першій та другій черзі. В 2009-му одна з ліній заводу ЗНГ вийшла з ладу через аварію, проте в другій половині 2010-х її повернули до дії.
Станом на кінець 2010-х загальна добова потужність установок підготовки Рурд-Нусс рахувалась як 51 млн м3 на добу, з яких можуть вилучати 3800 тонн ЗНГ та 8400 тонн конденсату. Крім того, в 2012-му запустили установку підготовки нафти, що приймала продукцію більш ніж трьох десятків свердловин та після сепарації могла видавати 800 тон нафти на добу.

## Установка QH
В 2014-му за півсотні кілометрів на південний захід від комплексу Рурд-Нусс запустили ще одну установку підготовки QH (Quartzite Hamra), яка мала працювати з продукцією  родовищ Центральний Рурд-Нусс, Південно-Західний Рурд-Нусс та Південна Рурд-Адра. 
QH має потужність по прийому 10 млн м3 на добу та може вилучати 16 тисяч барелів конденсату. Також вона забезпечує вилучення діоксиду вуглецю (щоб його рівень не перевищував 2%). Підготований газ спрямовується по трубопроводу діаметром 900 мм на майданчик Рурд-Нусс, де мають провадити вилучення ЗНГ.

## Транспортна інфраструктура
Видача товарного газу первісно відбувалась по перемичці довжиною 17 км та діаметром 750 мм до газопроводу Алрар – Хассі-Р'Мель. В подальшому спорудили двониткову систему Рурд-Нусс – Хассі-Р'Мель.
Для видачі конденсату проклали перемичку довжиною 37 км та діаметром 300 мм до конденсатопроводу Оханет – Хауд-Ель-Хамра. 
ЗНГ транспортується по спеціалізованому трубопроводу Алрар – Хассі-Р'Мель.